# セルゲイ・スロヴィキン

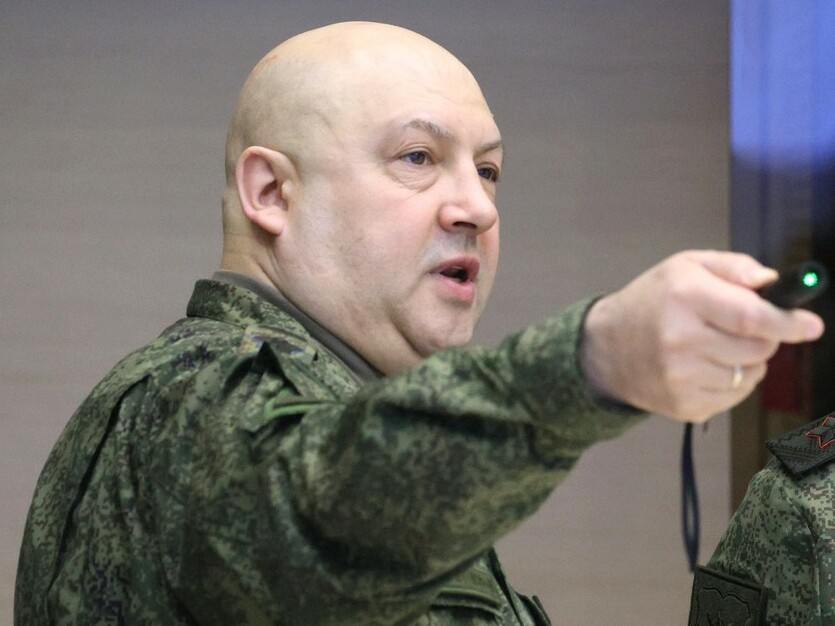
2022年のセルゲイ・スロヴィキン

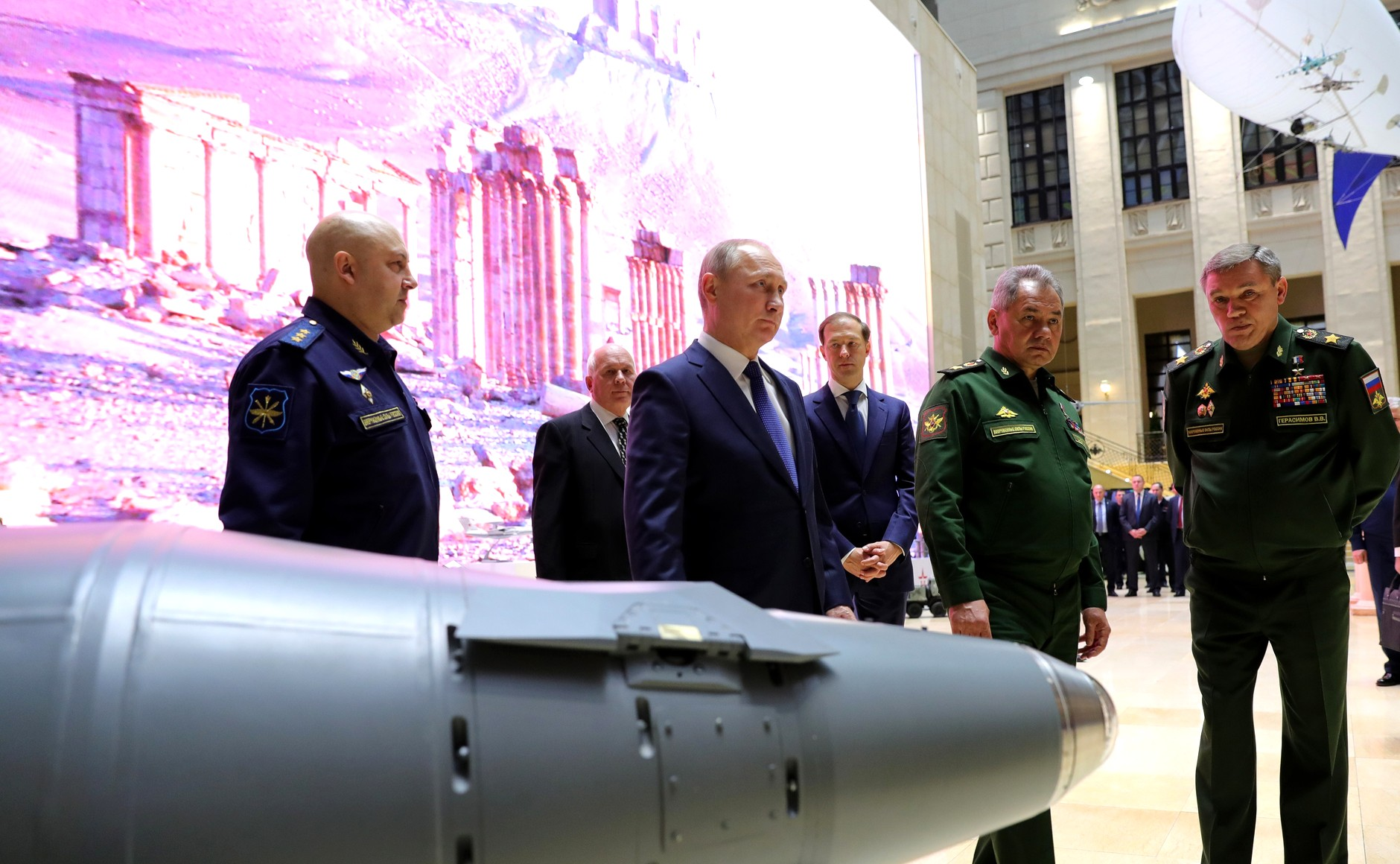
スロヴィキン（左）ウラジーミル・プーチン大統領、セルゲイ・ショイグ、ワレリー・ゲラシモフ、2018年

セルゲイ・ウラジミロヴィッチ・スロヴィキン（ロシア語: Серге́й Влади́мирович Сурови́кин、1966年10月11日 - ）は、ソビエト連邦・ロシアの陸軍軍人、航空宇宙軍軍人。階級は2021年から上級大将。
陸軍（ソ連地上軍・ロシア陸軍）でキャリアを積み、2017年11月から2023年8月までロシア航空宇宙軍の総司令官。2022年ロシアのウクライナ侵攻では2022年6月頃より実質的な指揮を担っていたとされ、10月8日には総司令官に任命されたことがロシア国防省から公表されたものの、2023年1月には副司令官に降格となった。その残忍さから、「アルマゲドン将軍」のニックネームを持ち、近年ロシアが関与した数々の戦争に従事した。

## 来歴
1980年代後半にアフガニスタンで現役軍人としてのキャリアをスタートさせ、当初から、「相当な暴力行為」に大きく関与。1991年のソ連のクーデター未遂の際、スロヴィキンは3人の反クーデターデモ隊を殺害した部隊を指揮し、抗議者が道路をふさぐ中、スロヴィキンが走行命令を出した。数ヶ月間拘留されたが有罪にはならなかった。ロシア連邦内で起きた第二次チェチェン紛争では2004年から駐留部隊を指揮した。
1995年、フルンゼ陸軍大学在学中に、クラスメイトに拳銃を不法に販売したとして、執行猶予付きの有罪判決を受ける。スロヴィキンは「はめられた」と主張し、後に有罪判決は経歴から抹消された。
2013年から2017年の間、東部軍管区を指揮。2017年からはシリア内戦でアサド政権を支援して介入したロシア軍を率い、民間人を標的とした攻撃の責任があったとされ、「アルマゲドン将軍」との異名もある。ロシア航空宇宙軍の司令官として、空爆作戦の経験がないにもかかわらず、シリア北部アレッポの大部分を消滅させた空爆を指揮した。イギリスのイーストアングリア大学のウォルドロン教授によれば、スロヴィキンは、「必要などんな手段も使う用意があるのは明らか」であり、シリア内戦では、無制限の空爆と民間人への攻撃を繰り広げたと指摘。シンクタンク「中東研究所」のシリア・プログラム責任者、チャールズ・リスターは、スロヴィキンは「敵に対して絶対的に容赦ない態度」で、戦闘員と民間人を同一視していることを指摘した。イーストアングリア大学のウォルドロン教授は「残忍で、非常に強硬で不快な人物」という評判は30年以上にわたって確立されてきたと語った。
2022年ロシアのウクライナ侵攻では、当初は現地ロシア軍の南部軍集団の司令官であったが、同年10月8日にウクライナに侵攻するロシア軍の総司令官に任命されたことが公表された。
同年11月9日に総司令官としてへルソンからの撤退を国防大臣のセルゲイ・ショイグに進言し了承された。要衝の放棄はロシア軍にとっては痛手であるが、チェチェン共和国首長で親ロシア派のラムザン・カディロフはこの決定について困難だが正しい選択だったと評価し、スロヴィキンは真の軍人のように行動したと称賛した。2023年1月11日にはロシア連邦軍参謀総長のワレリー・ゲラシモフが後任の司令官に任命され、スロヴィキンは副司令官となることが国防省より発表された。副司令官就任後、南部戦線において「スロヴィキン・ライン」と称される頑強な防衛線の構築を指揮し、ウクライナ軍による反転攻勢への備えを進めた。この防衛線は2023年6月から始まったウクライナ軍による反転攻勢を失敗に追い込む一因となった。
ロシアの民間軍事会社ワグネル・グループの創始者エフゲニー・プリゴジンとは近い関係にあるとされる。プリゴジンが2023年6月23日に反乱を引き起こした際には中止を訴える動画メッセージを公開したが、以降は公の場に姿を見せず、3カ月近く所在不明となった。アメリカの情報機関によればプリゴジンが反乱を起こすことを事前に知っていたとされているが、計画を支援していたかどうかは明らかになっていない。6月28日には反乱に関与した容疑で逮捕されたと報じられた。7月12日には下院のアンドレイ・カルタポロフ国防委員長がスロヴィキンは休暇中で会うことはできないとソーシャルメディアで述べたものの所在は明らかにされず、8月18日付の大統領令で航空宇宙軍総司令官を解任されたと報じられた。9月15日になって国防省のアルジェリア訪問団に加わり同地に滞在していることが報じられた。このことから、スロヴィキンがワグネル騒動に伴いウラジーミル・プーチン大統領からの信頼を失ったわけではないとの指摘も有る。